# Marcello Tentorio
Marcello Tentorio (Como, 30 giugno 1943) è un allenatore di calcio ed ex calciatore italiano, di ruolo centrocampista e libero.

## Caratteristiche tecniche
Ha giocato sia come centrocampista che come libero, ruolo che interpretava in senso moderno proponendosi anche come costruttore di gioco. Era dotato di un potente tiro, che lo rendeva un abile tiratore di calci di rigore e di punizione.

## Carriera

### Giocatore
Cresciuto nelle giovanili del Bologna, a partire dalla stagione 1963-1964, quella del settimo scudetto felsineo, viene aggregato alla prima squadra, riuscendo ad esordire in Serie A nella stagione successiva il 10 gennaio 1965 in occasione del pareggio esterno con il Cagliari. Dopo le 5 presenze di quella stagione, nell'annata 1965-1966 non ottiene neppure una presenza in campionato.
Nell'estate 1966 viene ceduto in prestito alla Sampdoria, appena retrocessa in Serie B per la prima volta nella storia. L'annata è positiva sia per la formazione genovese, che vince agevolmente il campionato cadetto, sia per Tentorio, che disputa tutti i 38 incontri di campionato, andando a segno in 4 occasioni. A fine stagione rientra a Bologna, e nella stagione 1967-1968 disputa 10 incontri di campionato segnando 3 reti.
Nel 1968 viene ceduto al Bari, dove disputa un altro campionato di Serie B. Nel Bari è utilizzato dall'allenatore Toneatto per migliorare l'efficienza del reparto offensivo con i calci piazzati. Il centrocampista comasco mette a segno 9 reti, tutte su calcio piazzato (7 su calcio di punizione e 2 su rigore), in 34 incontri di campionato, risultando il calciatore biancorosso più prolifico della stessa stagione, e contribuisce alla promozione in Serie A dei pugliesi. Giunto sulla panchina barese Oronzo Pugliese (in sostituzione di Toneatto, che aveva voluto lasciare l'incarico a fine stagione), questi non include Tentorio nei suoi schemi; dopo aver giocato una partita di campionato viene ceduto nella sessione autunnale del calciomercato, per 100 milioni di lire al Piacenza, neopromosso in Serie B. Nei biancorossi emiliani gioca in sostituzione del libero titolare Bordignon, che si era infortunato. Nonostante le 8 reti in 29 presenze (capocannoniere stagionale della squadra), spesso realizzate su calci piazzati, non riesce ad evitare la retrocessione degli emiliani.
Nel novembre 1971 torna in Serie A ingaggiato dal Catania, dove disputa 9 incontri con una rete all'attivo (in occasione del pareggio esterno col Verona), nell'annata che vede gli etnei chiudere all'ultimo posto. A fine stagione rientra al Piacenza e passa in prestito alla Reggiana, in Serie B, con cui disputa un'annata da riserva (13 presenze e 2 reti), prima di trasferirsi al Pietrasanta, con cui ottiene la promozione in Serie C2 nel campionato di Serie D 1978-1979 e chiude la carriera all'età di 38 anni.
In carriera ha totalizzato complessivamente 25 presenze e 4 reti in Serie A e 101 presenze e 20 reti in Serie B.

### Allenatore
Intraprende la carriera di allenatore guidando diverse formazioni toscane delle serie minori: nella stagione 1991-1992 guida il Viareggio nel campionato di Serie C2; torna sulla panchina dei bianconeri nel campionato di Eccellenza Toscana 1994-1995 portandoli alla promozione, e successivamente ne ottiene una seconda, dal Campionato Nazionale Dilettanti alla Serie C2.
Nel dicembre 1999 viene chiamato sulla panchina del Collesalvetti, in Promozione, e nel campionato 2003-2004 siede sulla panchina del Pietrasanta.

## Palmarès

### Calciatore
- Serie B: 1

Sampdoria: 1966-1967
- Serie D: 1

Pietrasanta: 1978-1979

### Allenatore
- Campionato Nazionale Dilettanti: 1

Viareggio: 1996-1997
- Eccellenza Regionale: 1

Viareggio: 1994-1995